# The Hill (journal)
Pour les articles homonymes, voir The Hill.
The Hill est un journal américain et un média numérique basé à Washington, D. C., fondé en 1994,.
Son nom fait référence au Capitol Hill où sont situées la plupart des institutions politiques fédérales américaines.
Il se concentre sur la politique, les affaires et les relations internationales et traite notamment du Congrès des États-Unis, de la présidence et du pouvoir exécutif, ainsi que des campagnes électorales. The Hill décrit ses publications comme des « reportages non partisans sur les rouages du gouvernement et les liens entre la politique et les affaires ».
Le principal média de la société est thehill.com. Une version papier est également distribuée gratuitement autour de Washington et dans tous les bureaux du Congrès. Il appartient au groupe Nexstar Media (en) depuis 2021.